# Okręg administracyjny 9 Düsseldorfu
Okręg administracyjny 9 Düsseldorfu, Düsseldorf-Stadtbezirk 9, Stadtbezirk 9 – okręg administracyjny (niem. Stadtbezirk) w Düsseldorfie, w Niemczech, w kraju związkowym Nadrenia Północna-Westfalia, w rejencji Düsseldorf.  
W skład okręgu administracyjnego wchodzi osiem dzielnic (Stadtteil):
1. Benrath
2. Hassels
3. Himmelgeist
4. Holthausen
5. Itter
6. Reisholz
7. Urdenbach
8. Wersten